# Hasan Ali (Cricketspieler)
Hasan Ali (Urdu حسن علی; * 2. Juli 1994 in Mandi Bahauddin, Pakistan) ist ein pakistanischer Cricketspieler, der seit 2016 für die pakistanische Nationalmannschaft spielt.

## Kindheit und Ausbildung
Ali begann mit Club-Cricket und schaffte es in eine regionale U16-Auswahl, jedoch nicht in die Altersklassen-Auswahlen auf nationaler Ebene.

## Aktive Karriere
Sein First-Class-Debüt gab er mit 19 Jahren für Sialkot. Nachdem er beim Haier T20 Cup 2015/16 und National T-20 Cup 2016/17 überzeugen konnte, fiel er den Selektoren der Nationalmannschaft auf. Daraufhin gab er sein Debüt in der Nationalmannschaft im August 2016 bei der ODI-Serie in Irland. Daraufhin folgte eine Tour in England, wobei er im fünften ODI 4 Wickets für 60 Runs erzielte. Auch gab er bei der Tour sein Debüt im Twenty20-Cricket. Daran schloss sich eine Tour gegen die West Indies, wobei ihm in ODIs (3/14) und Twenty20s (3/49) jeweils ein Mal drei Wickets gelangen. Im Januar reiste er mit dem Team nach Australien, wobei er zunächst 3 Wickets für 65 Runs erreichte und dann sein erstes internationales Five-for über 5 Wickets für 52 Runs erreichte. Ein weiteres (5/38) gelang ihm in der ODI-Serie in den West Indies im April 2017. Auch absolvierte er bei der Tour sein Test-Debüt und erreichte dabei 3 Wickets für 33 Runs. Im Sommer war er Teil des pakistanischen Teams bei der ICC Champions Trophy 2017. Dort konnte er in der Vorrunde zunächst zwei Mal drei Wickets gegen Südafrika (3/24) und Sri Lanka (3/43). Nachdem er im Halbfinale gegen England mit 3 Wickets für 35 Runs als Spieler des Spiels ausgezeichnet wurde, verhalf er dem Team im Finale gegen Indien mit 3 Wickets für 19 Runs zum Turniersieg. Dafür wurde er als Spieler des Turniers ausgezeichnet.
Im Oktober erzielte er gegen Sri Lanka in der ODI-Serie zwei Mal drei Wickets (3/36 und 3/37) und ein Mal 5 Wickets für 34 Runs. Dafür wurde er als Spieler der Serie ausgezeichnet. In der Twenty20-Serie kam ein weiteres Mal drei Wickets (3/23) hinzu. Im Januar 2018 reiste er mit dem Team für eine Tour nach Neuseeland, wobei er zwei Mal drei Wickets (3/61 und 3/59) in den ODIs erreichte. Der Sommer 2018 begann mit einer Tour in England, wobei er im ersten Test 4 Wickets für 52 Runs erreichte. Daraufhinfolgte eine ODI-Serie in Simbabwe, wobei ihm 3 Wickets für 32 Runs gelangen. Gegen Neuseeland konnte er im Oktober 2018 3 Wickets für 35 Runs in der Twenty20-Serie erzielen. In der zugehörigen Test-Serie gelangen ihm im ersten Test 5 Wickets für 45 Runs und im zweiten 3 Wickets für 46 Runs. Das Jahr 2019 begannen für ihn enttäuschend und seine Leistungen erlebten einen deutlichen Abfall. Beim Cricket World Cup 2019 spielte er vier Spiele konnte jedoch dabei nicht überzeugen. Im Oktober zog er sich eine Rückenverletzung zu und als er nach mehrwöchiger Pause gerade wieder genesen war erlitt er einen Rippenbruch. Aber auch nachdem er genesen war, fand er nicht zu seiner Form zurück und verlor im Mai 2020 seinen zentralen Vertrag mit dem pakistanischen Verband. Kurz darauf wurde bekannt, dass er sich erneut am Rücken verletzt hatte. Auch wenn er eine Operation vermeiden konnte, blieb ihm sein Verletzungspech treu, nachdem er im November 2020 mit einer Leistenverletzung ausfiel.
Ab Anfang 2021 kam er wieder zurück in den Kader der Nationalmannschaft. Gegen Südafrika erzielte er in der Test-Serie im zweiten Test zwei Mal fünf Wickets (5/54 und 5/60) und wurde als Spieler des Spiels ausgezeichnet. Nachdem er im April 2021 in Südafrika 3 Wickets für 40 Runs in den twenty20s erzielt hatte, reiste er mit dem Team weiter nach Simbabwe. Dort erzielte er zunächst 4 Wickets für 18 Runs in den Twenty20s und wurde als Spieler des Spiels ausgezeichnet. Im ersten Test gelangen ihm dann insgesamt neun Wickets (4/53 und 5/36), bevor ihm5 Wickets für 27 Runs ihm zweiten Spiel gelangen. Im Sommer gelangen ihm dann in der ODI-Serie in England 5 Wickets für 51 Runs. In der Test-Serie in den West Indies im August erzielte er im ersten Test 3 Wickets für 37 Runs. Er war dann Teil der pakistanischen Vertretung beim ICC Men’s T20 World Cup 2021 und konnte dabei unter anderem 2 Wickets für 44 Runs gegen Indien erzielen. Nach dem Turnier folgten dann 5 Wickets für 51 in den Tests und 3 Wickets für 22 Runs in den Twenty20s in Bangladesch. Für letzteres wurde er als Spieler des Spiels ausgezeichnet. Nachdem seine Leistungen in der Folge deutlich nachließen verlor er im Sommer 2022 seinen Platz im Team und verpasste so den Asia Cup 2022. Nachdem sich jedoch Mohammad Wasim verletzte rückte er für diesen dort nach. Jedoch erhielt er keinen Platz im Kader für den ICC Men’s T20 World Cup 2022.